# Julodis consobrina
Julodis consobrina es una especie de escarabajo del género Julodis, familia Buprestidae. Fue descrita científicamente por Kerremans en 1914.